# Lingvistică istorică
Lingvistica istorică este ramura lingvisticii care se ocupă cu studiul schimbării limbilor în timp. Principalele preocupări ale acestei științe sunt:
1. descrierea și observarea schimbărilor survenite în unele limbi
2. reconstruirea limbilor pre-istorice și determinarea relațiilor dintre ele, grupându-le în familii de limbi (ramura numită lingvistică comparativă)
3. dezvoltarea unor teorii cu privire la cum și de ce s-au schimbat limbile
4. studiul dialectelor
5. studiul evoluției istorice a cuvintelor (etimologie)